# Berry Berenson
Berry Berenson, all'anagrafe Berinthia Berenson Perkins (New York, 14 aprile 1948 – New York, 11 settembre 2001) è stata una modella, attrice e fotografa statunitense.

## Biografia

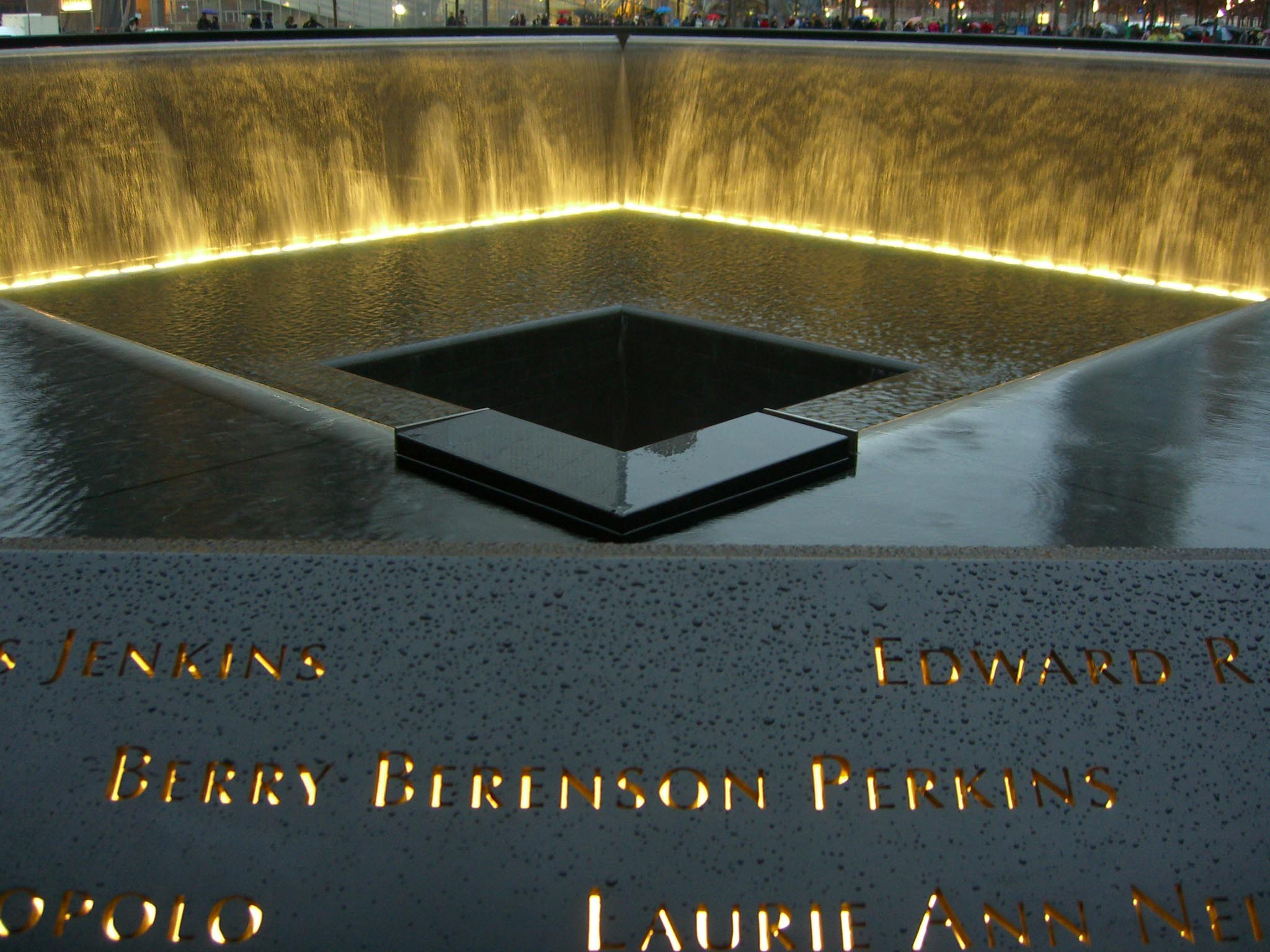
Il nome dell'attrice e modella, riportato sulla targa commemorativa nel luogo dell'attentato, a New York.

Sorella della modella ed attrice Marisa Berenson, sulle sue orme intraprese dapprima l'attività di modella e poi quella di attrice, recitando al fianco di Jeff Bridges in Rebus per un assassinio (1979) e di Malcolm McDowell in Il bacio della pantera (1982). Durante le riprese del film Play It As It Lays (1972) conobbe Anthony Perkins, di cui si innamorò. Dal loro matrimonio, celebrato il 9 agosto 1973, nacquero due figli, Oz ed Elvis.
Dopo la morte del marito, avvenuta il 12 settembre 1992, la Berenson lasciò il mondo del cinema per dedicarsi alla fotografia. I suoi servizi fotografici apparvero in alcuni numeri della rivista di moda Vogue. 

### Morte
Passeggera del volo American Airlines 11, morì nello schianto dell'aereo contro la Torre Nord del World Trade Center durante gli attentati dell'11 settembre 2001. Dei suoi resti la sorella ha raccontato di aver riavuto indietro "solo un anello".

## Filmografia
- Ricorda il mio nome (Remember My Name), regia di Alan Rudolph (1978)
- Rebus per un assassinio (Winter Kills), regia di William Richert (1979)
- Scruples - miniserie TV (1980)
- Il bacio della pantera (Cat People), regia di Paul Schrader (1982)